# Sjuöarna

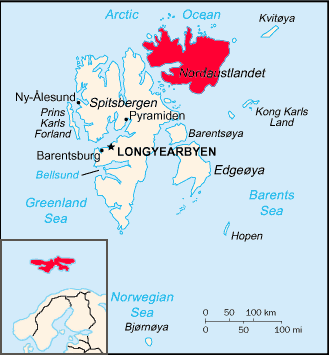
Översiktskarta.

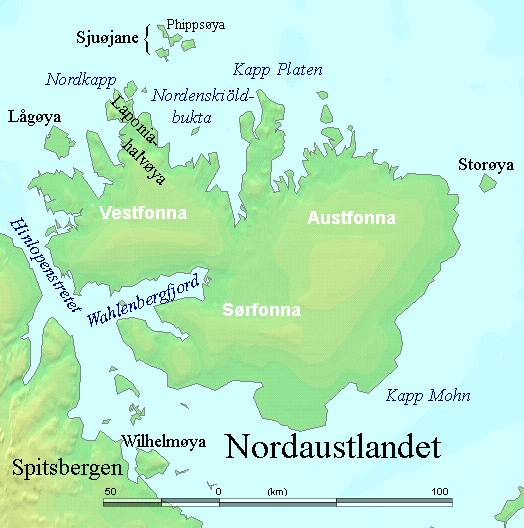
Lägeskarta.

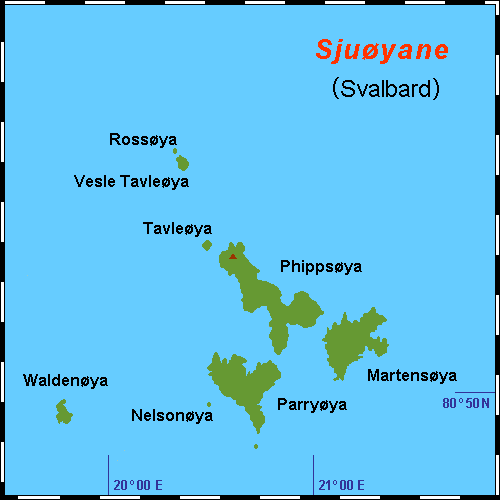
Sjuöarna.

Sjuöarna (norska: Sjuøyane) är en liten ögrupp i nordöstra Svalbard. Ögruppen är det nordligaste området i Svalbard och en av Svalbards ytterpunkter. Ögruppens samlade areal är 65 km².

## Geografi
Sjuöarna ligger cirka 350 km nordöst om Longyearbyen och cirka 50 km norr om Nordaustlandet vid Nordenskiöldbukta i Norra ishavet.
Den obebodda ögruppen består av de åtta större öarna:
- Phippsøya, huvudön
- Martensøya
- Parryøya
- Rossøya, Svalbards nordligaste plats
- Tavleøya
- Vesle Tavleøya
- Waldenøya

- Nelsonøya

Ytterligare ett par mindre holmar och skär tillhör också Sjuöarna.
Öarna består av gnejs och granit och har endast mycket lite växtlighet som består av lav, mossa och enstaka bräckor.
Öarna är habitat för mindre kolonier av sjöfåglar som lunnefågel och den sällsynta ismåsen och däggdjur som valross och isbjörn..
Förvaltningsmässigt ingår Sjuöarna i naturreservatet Nordaust-Svalbard naturreservat.

## Historik
Sjuöarna upptäcktes möjligen redan 1618 av holländska valfångare från Enkhuizen. Området kartlades sedan av holländare i slutet på 1600-talet.
De flesta öarna namngavs efter deltagare i de två engelska polarexpeditionerna 1773 under ledning av Constantine John Phipps och 1827 under ledning av William Edward Parry. Under Phippsexpeditionen medföljde även Horatio Nelson.
Ögruppen besöktes även av Adolf Erik Nordenskiöld under dennes Svenska Spetsbergenexpeditionen 1861 och 1899 av den Svensk-ryska gradmätningsexpeditionen 1899–1902.
År 1973 inrättades Nordaust-Svalbard naturreservat.